# Château d'Obama (Fukui)
Pour les articles homonymes, voir Château d'Obama.
Le château d'Obama (小浜城, Obama-jō) se trouve à Obama, préfecture de Fukui au Japon. Le château est aussi connu sous le nom château d'Unpin (雲浜城, Unpin-jō). En 1601, (ère Keichō 6), après avoir reçu la province de Wakasa grâce à ses succès à la bataille de Sekigahara, Kyōgoku Takatsugu (京極高次) construit le château d'Obama en se servant des pêcheurs locaux pour la main-d’œuvre. En 1634, (ère Kan'ei 11), Sakai Tadakatsu (酒井忠勝) prend le contrôle du château après que la famille Kyōgoku s'est déplacée à Izumo près de Matsue. Il complète finalement la tour du château avec 113 000 pierres en 1636 (ère Kan'ei 13), la tour atteignant alors la hauteur de 29 m.
Le château d'Obama est occupé par la famille Sakai jusqu'à la restauration Meiji en 1868. Il est détruit par un incendie en 1871 (Meiji 4) après avoir servi de bureaux préfectoraux depuis la restauration de Meiji et seuls subsistent de nos jours les murs en pierre. Les ruines sont souvent appelées « ruines du château d'Obama » (小浜城跡, Obama-jō ato) dans les brochures pour touristes.